# Польське товариство раціоналістів
Польське товариство раціоналістів (пол. Polskie Stowarzyszenie Racjonalistów) (акронім: ПТР/PSR) - товариство філософічно-наукового, ідеологічного і етичного характеру, яке об'єднує особи з раціоналістичним світоглядом. Виникло на основі віртуальної спільноти зібраної навколо порталу Racjonalista.pl. Товариство заснував і був його першим головою Маріуш Аґносевич. ПТР було включено до KRS (реєстраційний суд у Польщі) 6 липня 2005 р.
ПТР є членом Польської гуманістичної федерації та Міжнародного гуманістичного і етичного молодіжного союзу (IHEYO). У грудні 2010 р. Товариство налічувало близько 230 членів. 
2005-2006 рр. публічна адміністрація створювала труднощі у реєстрації Товариства. 26 квітня 2005 р. складена була заява про реєстрацію у KRS, вперше по часті сприйнята, відтак 23 листопада 2005 р. після протести Міської ради у Вроцлаві суд відмовив у реєстрації. Товариство виграло апеляцію і остаточно було вписане до реєстру 10 листопада 2006 р..

## Цілі
Статутні цілі Товариства:
1. об'єднувати й інтегрувати польське раціонально налаштоване середовище в асоціацію здатну до суспільного розвитку й зміцнення самостійної і критичної думки, розумового і наукового пізнавання і пояснювання довколишнього світу;
2. розвивати і пропагувати світогляд заснований на наукових знаннях, розумі, досвіді та світській і гуманістичній етиці;
3. розвивати толерантні відносини, боротися з упередженнями та підтримувати ідеї відкритого суспільства;
4. боротися з поширенням шкідливих стереотипів, які впливають на обмеження індивідуального розвитку людини та діяти задля свободи одиниці у рамках дійсного закону;
5. популяризувати науку і наукові методи; захищати візерунок науки у суспільстві перед сучасними спробами його дискредитації й деформування; пропагувати суспільне значення науки та піднесення її публічного пріоритету;
6. діяти задля розвитку інформаційного суспільства;
7. діяти задля усунення впливу ірраціональних ідеологій на державне законодавство, розвиток науки, мистецьку діяльність і моральність;
8. діяти задля відділення церкви від держави та світоглядного нейтралітету держави;
9. захищати інтереси членів Товариства, у рамках своїх можливостей, від ідеологічного, політичного і суспільного тиску, який обмежує свободу думки і дії та розвиток науки, культури і мистецтва; підтримувати і захищати особи, які безпосередньо або посередньо дискриміновані, в основному з приводу світогляду, сексуальної орієнтації, національності, раси, етнічного походження та статі, а також допомагати людям у реалізації власних прав;
10. сприяти творчій, активній, суспільній і громадській позиції; діяти задля розвитку і реалізації зацікавлень, знань й підношення інтелектуального рівня своїх членів.

## Виноски
1. ↑  «Kulisy rejestracji Polskiego Stowarzyszenia Racjonalistów»Racjonalista.pl Автор:Mariusz Agnosiewicz Доступ:2013-08-13
2. ↑  «Польське товариство раціоналістів» Доступ:2013-08-13